# السمك القاتل
السمك القاتل هو فيلم رعب إيطالي فرنسي برازيلي من إخراج أنطونيو مارغريتي عام 1979. تم تصوير الفيلم في مدينة "انجرا دوس ريس"، بولاية ريو دي جانيرو البرازيلية.

## قصة الفيلم
العقل المدبر وراء سرقة مجوهرات من الزمرد لا تقدر بثمن، يقرر إخفاء المجوهرات في أسفل حوض ماء، ويقوم بتخزينها سرا مع سمك البيرانا الوحشي القاتل. يحاول عدد من أفراد عصابة استرداد المسروقات، عدم الثقة والخيانات تحدث بين أفراد العصابة في البحث عن الذهب. هذا بالإضافة إلى أن الحصول على الكنز يتوجب على الجميع مواجهة المحتوم الذي لا مفر منه، وهو الآلاف من المخلوقات المفترسة.

## إصدارات حديثة
صدرت النسخة الفيديو الأصلية الفيلم على صيغة VHS في الولايات المتحدة عام 1980. وشهد أول إصدار DVD للفيلم في إيطاليا عام 2002. وكان هناك غيرها من إصدارات الدي في دي في ألمانيا واسبانيا في السنوات التالية، وكلها بوضع ملء الشاشة. في عام 30 سبتمبر 2014 صدرت أول نسخة على تقنية البلو راي في الولايات المتحدة. وهذا الإصدار يمثل أيضا أول إصدار HD بشاشة عريضة.

## وصلات خارجية
- السمك القاتل على موقع IMDb (الإنجليزية)
- السمك القاتل على موقع روتن توميتوز (الإنجليزية)
- السمك القاتل على موقع ألو سيني (الفرنسية)
- السمك القاتل على موقع Turner Classic Movies (الإنجليزية)
- السمك القاتل على موقع أول موفي (الإنجليزية)
- السمك القاتل على موقع فيلمافينيتي (الإسبانية)
- السمك القاتل على موقع قاعدة بيانات الأفلام السويدية (السويدية)
- السمك القاتل على موقع قاعدة بيانات الفيلم (الإنجليزية)
- السمك القاتل على موقع ليتربوكسد (الإنجليزية)
- السمك القاتل على موقع كينوبويسك (الروسية)
- السمك القاتل على letterboxd
- ملخص الفيلم على اليوتيوب